# 姚成林
姚成林，山东省庆云县人，中华人民共和国政治人物。
毕业于中国政法大学，曾任山东省司法厅办公室主任、法律研究室主任、《山东法制报》副总编、《大众法制》主编。后担任山东省委政法委常务副书记。亲属朱佳俊在山东大学担任重要职务。
。